# الرجل العنكبوت: بداخل عالم العنكبوت
الرجل العنكبوت: بداخل عالم العنكبوت (بالإنجليزية: Spider-Man: Into the Spider-Verse) هو فيلم رسوم متحركة أمريكي خارق أُصدر عام 2018، يستند إلى شخصية مايلز موراليس / سبايدر-مان من قصص مارفل المصورة. أخرجه بوب بيرسيكيتي، بيتر رامزي ورودني روثمان، من سيناريو كتبه فيل لورد وروثمان، ويُعد أول فيلم رسوم متحركة في سلسلة أفلام سبايدر-مان، وكذلك أول فيلم في سلسلة عالم العنكبوت التي تقع أحداثها في كون متعدد مشترك من عوالم موازية يُعرف باسم "عالم العنكبوت". أُنتج الفيلم من قبل كولومبيا بيكتشرز وسوني بيكتشرز أنيميشن بالتعاون مع مارفل إنترتينمنت، ووزعته سوني بيكتشرز ريليسينغ. أدّى شامييك مور صوت مايلز موراليس، إلى جانب جيك جونسون، هايلي ستاينفيلد، ماهرشالا علي، براين تايري هنري، ليلي توملن، لونا لورين فيليز، جون مولاني، كيميكو غلين، نيكولاس كيج، ولييف شرايبر. تتبع القصة مايلز عندما يصبح الرجل العنكبوت الجديد، ويتعاون مع نسخ أخرى من "شخصيات العنكبوت" من عوالم موازية لإنقاذ مدينة نيويورك من مخطط كينغبن.
سُرّبت خطط فيلم رسوم متحركة عن الرجل العنكبوت من تطوير فيل لورد وكريستوفر ميلر عام 2014، وأُعلن رسميًا في أبريل 2015. انضم بيرسيكيتي ورامزي وروثمان إلى المشروع على مدى العامين التاليين، واُختير مور وشرايبر في أبريل 2017. رغب لورد وميلر في منح الفيلم أسلوبًا بصريًا فريدًا يمزج بين الرسوم المتحركة بالحاسوب والتقنيات اليدوية المستوحاة من الكوميكس، خاصة أعمال سارة بيكيلي، إحدى مبتكري شخصية مايلز. وقد تطلب الفيلم أكبر طاقم رسوم متحركة استخدمته "سوني بيكتشرز أنيميشن" في تاريخها.
عُرض الفيلم لأول مرة في مسرح ريجنسي فيليج بـلوس أنجلوس في 1 ديسمبر 2018، وطُرح في دور العرض الأمريكية بتاريخ 14 ديسمبر. حقق الفيلم أكثر من 394 مليون دولار عالميًا مقابل ميزانية قدرها 90 مليون دولار، وتلقى إشادة نقدية واسعة. فاز الفيلم بـجائزة أفضل فيلم رسوم متحركة في حفل الأوسكار الـ91، إلى جانب العديد من الجوائز الأخرى. ومنذ صدوره، يُعتبر واحدًا من أعظم وأهم أفلام الرسوم المتحركة، خاصةً لإنجازه الرائد في تقنيات التحريك، حيث نال إعجاب صنّاع الأفلام والرسامين لتأثيره الكبير على الإنتاجات اللاحقة.
أُصدر جزء ثانٍ بعنوان الرجل العنكبوت: عبر عالم العنكبوت عام 2023، وحقق نجاحًا نقديًا وتجاريًا أكبر، بينما يُرتقب صدور الجزء الثالث بعنوان الرجل العنكبوت: ما وراء عالم العنكبوت عام 2027. كما أن هناك فيلمًا مشتقًا يركز على شخصيات أنثوية من عالم العنكبوت قيد التطوير.

## الحبكة
يُكافح المراهق مايلز موراليس من مدينة نيويورك للارتقاء إلى توقعات والده، ضابط الشرطة جيفرسون ديفيس، الذي يرى الرجل العنكبوت كخطر. يأخذه عمه آرون إلى محطة قطار مهجورة لرسم الغرافيتي كمحاولة لإسعاده. هناك، يلدغه عنكبوت مُشع ويكتسب قدرات مشابهة للرجل العنكبوت. عند عودته إلى المحطة حيث لُدغ، يكتشف مصادفةً وجود مُصادم أنشأه كينغبن، الذي يأمل في الوصول إلى الأكوان المتوازية لاختطاف نُسخ بديلة من زوجته الراحلة فانيسا وابنه ريتشارد. يُحاول الرجل العنكبوت تعطيل المصادم بينما يُقاتل أعوان كينغبن، غرين غوبلن وبراولر.
يدفع غرين غوبلن الرجل العنكبوت داخل المصادم، مما يتسبب في انفجار يقتل غرين غوبلن ويُصيب بيتر بجراح، الذي يُعطي بعدها لمايلز وحدة يو أس بي مصمّمة لتعطيل المصادم، مُحذرًا من أن الآلة قد تُدمّر المدينة إذا أُعيد تفعيلها. بعد أن يُشاهد مايلز كينغبن يقتل الرجل العنكبوت، يفرّ. بينما تَحزن المدينة على وفاة الرجل العنكبوت، يُحاول مايلز تكريم إرثه بأن يُصبح الرجل العنكبوت الجديد، لكنه يتلف وحدة اليو أس بي عن غير قصد. عند قبر الرجل العنكبوت، يلتقي بيتر بي. باركر، نسخة أكبر سنًا ومُنهكة من الرجل العنكبوت قادمة من بُعد آخر.
يتسلل الثنائي إلى منشأة أبحاث كينغبن لسرقة بيانات لإنشاء وحدة جديدة. تُواجههما العالمة الرئيسية أوليفيا أوكتافيوس، التي تكتشف أن بيتر سيموت بسبب تدهور خلوي إذا بقي في بُعدهم. يُنقذ مايلز وبيتر من قِبل غوين ستايسي، المرأة العنكبوت من بُعد آخر. يزورون خالة الرجل العنكبوت، ماي باركر، التي تُخبئ مزيدًا من رجال العنكبوت الذين انزلقوا إلى كون مايلز من أبعاد أخرى بسبب تأثير المصادم — سبايدر-مان نوار، بيني باركر، وسبايدر-هام— والذين يُعانون أيضًا من التدهور. يعرض مايلز مساعدتهم للعودة إلى أوطانهم، لكنهم يُخبرونه أنه يفتقر إلى الخبرة.
محبطًا، يذهب مايلز إلى منزل عمه آرون، حيث يكتشف أن عمه هو براولر. يفرّ إلى منزل ماي، حيث تُكمل بيني صناعة الوحدة الجديدة؛ لكن يتم تعقبه من قبل كينغبن، آرون، أوكتافيوس، سكوربيون، وتومبستون. في المعركة التي تلت ذلك، يكشف عن هويته لآرون. غير راغب في قتل ابن أخيه، يُحاول آرون إنقاذ مايلز، لكنه يُقتل برصاص كينغبن انتقامًا ويموت بين ذراعي مايلز. يفرّ مايلز تمامًا مع وصول جيفرسون إلى المكان؛ حيث يَظن أن الرجل العنكبوت الجديد هو قاتل شقيقه. يجتمع رجال العنكبوت بمايلز المحطم. ولعدم رغبتهم في أن يُقتل، يُقيده بيتر بشبكاته ويُقرر التضحية بنفسه بالبقاء خلفًا وتعطيل المصادم.
يصل جيفرسون إلى باب غرفة مايلز في السكن ويعتذر عن أخطائه ويُعرب عن ثقته به، مُلهمًا إياه. يتمكن مايلز من التحكم بقواه، ويهرب من قيوده، ويصنع بدلته الخاصة. ينضم إلى رجال العنكبوت الآخرين في هزيمة أعوان كينغبن، ويستخدم الوحدة الجديدة لإعادتهم إلى أوطانهم. يُقاتل كينغبن مايلز ويتغلب عليه، مما يجذب انتباه جيفرسون. يُدرك أن الرجل العنكبوت ليس الخطر الذي كان يراه، ويُشجّع مايلز، الذي يرمي كينغبن على مفتاح إيقاف المصادم، ويدمره. تُنقذ المدينة، ويُعتقل كينغبن وأعوانه، ويحصل جيفرسون على دليل على أن كينغبن هو من قتل آرون والرجل العنكبوت الأول.
يُدرك مايلز مسؤوليات حياته الجديدة. لاحقًا، تجد غوين طريقة للتواصل مع مايلز من بُعدها الخاص. في مكان آخر، يُسافر ميغيل أوهارا، المعروف باسم الرجل العنكبوت 2099، إلى الأرض-67 ويتجادل مع الرجل العنكبوت لذلك البُعد.

## طاقم الأداء الصوتي
- شاميك مور في دور مايلز موراليس / الرجل العنكبوت: مراهق ذكي ومتمرّد من أصول أفريقية-أمريكية وبورتوريكية، يكتسب قدرات شبيهة بالعنكبوت بعد أن يلدغه عنكبوت مشع، ويتولى في النهاية عباءة الحارس المقنع الرجل العنكبوت. وصفه المنتجون لورد وميلر بأنه فريد بين رجال العنكبوت بسبب نشأته في بروكلين وخلفيته الثقافية الأفريقية والبورتوريكية، وكون عائلته لا تزال على قيد الحياة، حيث يشكل هذا الجانب العائلي محورًا رئيسيًا في قصة الفيلم.
- جيك جونسون في دور بيتر بي. باركر / الرجل العنكبوت: المرشد المتردد لمايلز، نسخة عمرها 38 عامًا من البطل، فوضوية ومتعبة، ذات شعر بني، من بُعد آخر. من المُفترض أن يكون مزيجًا من جميع نسخ سبايدر-مان في الثقافة الشعبية. تخيل لورد وميلر أن يكون مثل السيد مياجي من فيلم "فتى الكاراتيه"، لكن "السيد مياجي لا يعرف شيئًا"، واعتبرا أن هذه زاوية ممتعة لتقديم شخصية بيتر بطريقة لم تُرى من قبل.
- هايلي ستاينفيلد في دور غوين ستايسي / المرأة العنكبوت: نسخة من غوين ستايسي من بُعد مختلف ذات قدرات شبيهة بالعنكبوت، تتنكر تحت اسم "غواندا" أثناء وجودها في مدرسة مايلز. تُعرف في الكتب المصورة داخل الفيلم أثناء شرح أصلها باسم "سبايدر-غوين".
- ماهرشالا علي في دور آرون ديفيس / براولر: عم مايلز، الذي يعمل سرًا كقاتل مقنع لحساب ويلسون فيسك، ويُخفي هويته عن عائلته. يتمرد على الأعراف، مما يجعل جيفرسون ينظر إليه نظرة سلبية.
- براين تايري هنري في دور جيفرسون ديفيس: والد مايلز الأفريقي-الأمريكي، ضابط شرطة، يرفض أعمال الرجل العنكبوت الخارجة عن القانون. في سن 35، قال هنري إنه كان صغيرًا جدًا لتجسيد دور والد مراهق، لكنه وافق بعد أن علم أن مايلز موراليس هو الرجل العنكبوت الوحيد ذو الأصول السوداء واللاتينية.
- ليلي توملن في دور ماي باركر: عمة بيتر، والتي توفيت في بُعد بيتر بي. باركر، توفر مأوى لبقية رجال العنكبوت في عالم مايلز.
- لونا لورين فيليز في دور ريو موراليس: والدة مايلز البورتوريكية، تعمل كممرضة.
- زوي كرافيتز في دور ماري جين "إم جي" باركر: زوجة بيتر باركر في بُعد مايلز وزوجة بيتر بي. باركر السابقة في بُعده.
- جون مولايني في دور بيتر بوركر / سبايدر-هام: نسخة بديلة حيوانية ناطقة من الرجل العنكبوت من كون أنثروبومورفي، كان في الأصل عنكبوتًا لدغه خنزير مشع.
- كيميكو غلين في دور بيني باركر: فتاة أمريكية يابانية صغيرة من كون بديل شبيه بالأنمي، تشارك قيادة بدلة ميكانيكية حيوية مع عنكبوت مشع تربطها به علاقة تخاطرية. فكّر صناع الفيلم في البداية باستخدام شخصية "سيلكي" كنسخة آسيوية من الرجل العنكبوت، لكنهم استقروا على بيني بسبب قواها المميزة عن باقي شخصيات العنكبوت. مرت تصاميم بيني بعدة تغييرات لأن تصميمها الأول كان "غير موفق"، واستوحى مصمم الإنتاج جاستن تومسون أسلوبها البصري من أنمي "سيلور مون" لتناسب رغبة لورد وميلر بتقديم طابع أنمي.
- نيكولاس كيج في دور بيتر باركر / سبايدر-مان نوار: نسخة بديلة من بيتر باركر من كون أحادي اللون يقع في ثلاثينيات القرن العشرين. استوحى كيج أدائه من أفلام همفري بوغارت وأصوات ممثلين من تلك الحقبة مثل جيمس كاغني وإدوارد ج. روبنسون.
- كاثرين هان في دور الدكتورة أوليفيا "ليف" أوكتافيوس: رئيسة العلماء والمديرة التنفيذية لشركة ألكماكس، ومستشارة علمية لويلسون فيسك. تستخدم أذرعًا آلية متقدمة جدًا، وتظهر كثيرًا في المواد التسويقية الخاصة بالشركة، وحتى في فيلم وثائقي يشاهده مايلز في المدرسة.
- لييف شرايبر في دور ويلسون فيسك / كينغبن: زعيم الجريمة والممول الرئيسي لألكماكس في عالم مايلز. هدفه الأساسي هو اختطاف نُسخ بديلة من زوجته وابنه الراحلين، اللذين لقيا مصرعهما في حادث سيارة أثناء محاولتهما الهروب منه.

## الاستقبال

### شباك التذاكر
حقق فيلم الرجل العنكبوت: بداخل عالم العنكبوت إيرادات بلغت 190.2 مليون دولار في الولايات المتحدة وكندا، و203.4 مليون دولار في مناطق أخرى، ليصل إجمالي إيراداته عالميًا إلى 394 مليون دولار، مقابل ميزانية إنتاج قدرها 90 مليون دولار. في 31 يناير 2019، تجاوز الفيلم فيلم فندق ترانسيلفانيا 2 ليصبح أعلى أفلام شركة سوني بيكتشرز أنيميشن تحقيقًا للإيرادات محليًا (دون احتساب التضخم).
في الولايات المتحدة وكندا، صدر الفيلم في نفس عطلة نهاية الأسبوع مع فيلمي محركات قاتلة ومهرب مخدرات، وكان من المتوقع أن يحقق ما بين 30 و35 مليون دولار من 3813 دار عرض في أول عطلة نهاية أسبوع له. حقق الفيلم 12.6 مليون دولار في يومه الأول، بما في ذلك 3.5 مليون دولار من عروض ليلة الخميس، وافتتح بإجمالي 35.4 مليون دولار، محتلاً المركز الأول في شباك التذاكر، ومسجلًا أفضل افتتاح في شهر ديسمبر لفيلم رسوم متحركة على الإطلاق. حقق الفيلم 16.7 مليون دولار في نهاية الأسبوع الثانية، محتلاً المركز الرابع خلف الوافدين الجدد أكوامان، بامبلبي وعودة ماري بوبينز، ثم 18.3 مليون دولار في نهاية الأسبوع الثالثة، محتلاً المركز الرابع مجددًا. في أسبوعه الخامس، حقق الفيلم 13 مليون دولار، محتلاً المركز الرابع للأسبوع الثالث على التوالي. في عطلة نهاية الأسبوع من 1 إلى 3 مارس، والتي تلت فوزه بجائزة أوسكار لأفضل فيلم رسوم متحركة، أُضيف الفيلم إلى 1,661 دار عرض (ليصبح المجموع 2,104)، وحقق 2.1 مليون دولار، ما يمثل زيادة بنسبة 138% عن الأسبوع السابق.

### الاستجابة النقدية
على موقع روتن توميتوز، حصل الفيلم على نسبة تأييد بلغت 97% بناءً على 398 مراجعة، مع متوسط تقييم بلغ 8.8/10 حيث يقول الإجماع النقدي للموقع: "يمزج الفيلم بين سرد جريء ورسوم متحركة لافتة في مغامرة ممتعة بالكامل تتميز بالقلب والفكاهة والكثير من الإثارة الخارقة". يُعد الفيلم الأعلى تقييمًا بين أفلام الأبطال الخارقين على الموقع. على موقع ميتاكريتيك، حصل الفيلم على متوسط مرجح بلغ 87 من 100 بناءً على 50 مراجعة من النقاد، مما يشير إلى "إشادة عالمية". أعطى الجمهور الذي استُطلع رأيه عبر سينماسكور الفيلم درجة "A+" على مقياس من A+ إلى F، بينما منحه جمهور بوست تراك نسبة 90% تقييمًا إيجابيًا إجماليًا، مع 80% قالوا إنهم "يوصون به بشدة"، وتقييم من 5 نجوم.

## وصلات خارجيّة
- الموقع الرسمي
- سبايدرمان: إنتو ذا سبايدر-فيرس على موقع IMDb (الإنجليزية)
- سبايدرمان: إنتو ذا سبايدر-فيرس على موقع ميتاكريتيك (الإنجليزية)
- سبايدرمان: إنتو ذا سبايدر-فيرس على موقع روتن توميتوز (الإنجليزية)
- سبايدرمان: إنتو ذا سبايدر-فيرس على موقع نتفليكس (الإنجليزية)
- سبايدرمان: إنتو ذا سبايدر-فيرس على موقع ألو سيني (الفرنسية)
- سبايدرمان: إنتو ذا سبايدر-فيرس على موقع Turner Classic Movies (الإنجليزية)
- سبايدرمان: إنتو ذا سبايدر-فيرس على موقع أول موفي (الإنجليزية)
- سبايدرمان: إنتو ذا سبايدر-فيرس على موقع بوكس أوفيس موجو (الإنجليزية)
- سبايدرمان: إنتو ذا سبايدر-فيرس على موقع فيلمافينيتي (الإسبانية)
- سبايدرمان: إنتو ذا سبايدر-فيرس على موقع قاعدة بيانات الأفلام السويدية (السويدية)